# Aphaenogaster verecunda
Aphaenogaster verecunda é uma espécie de inseto do gênero Aphaenogaster, pertencente à família Formicidae.